# 2011 год в телевидении
Список 2011 год в телевидении описывает события в мире телевидения, произошедшие в 2011 году.

## События

### Январь
- 1 января 
  - Нижегородская телекомпания «Стрежень» сменил сетевого партнёра с телеканала «ТВ Центр», который вернулся на 41 ТВК, на «2х2».
  - Начало деятельности телекомпании «Радио и телевидение Словакии», заменивший собой телекомпании «Словацкое телевидение» и «Словацкое радио».
  - Начало вещания телеканала «НТВ Мир Балтия» — балтийской лицензионно очищенной международной версии «НТВ» — «НТВ Мир».
  - Ульяновский телеканал «Репортёр» сменил сетевого партнёра с «ТВ Центр» на «РЕН ТВ».
- 9 января — Европейские телеканалы «Euronews» и «France 24» перешли в формат вещания 16:9[1].
- 14 января —
  - Ребрендинг телеканала «Discovery Travel & Living» в «TLC».
  - Начало вещания российского музыкального телеканала «Europa Plus TV».
- 15 января — В Беларуси началось вещание детского телеканала «Nick Jr».
- 20 января — Начало вещания телеканала «МУЗ-ТВ Балтия» — балтийской версии российского «МУЗ-ТВ», заменив «МУЗ-ТВ Латвия».
- 21 января — Закрытие армянской телекомпании «АЛМ».

### Февраль
- 1 февраля — 
  - Начало вещания спутникового телеканала «TVCAM», который был произведён компанией «Новый выбор» совместно со «Студией 2В»[2].
  - Начало вещания областного телеканала «Тюменское время» на базе телеканалов «Студия ТРТР», «ТРТР-29», «СТС-Ладья» и «ТТТ-23 канал».
- 12 февраля — На «НТВ» вышел последний выпуск программы «Особо опасен» с Сергеем Авиденко.
- 13 февраля - Телеканал «Интер» сменил логотип и оформление
- 14 февраля — Начало вещания азербайджанского культурного телеканала «Mədəniyyət TV».
- 19 февраля —
  - Начало тестового вещания телеканала о науке «Наука 2.0»[3].
  - На «НТВ» вышло прежнее название программы «Внимание, розыск!» с Ириной Волк.
- 27 февраля — На «Первом канале» вышел второй сезон программы «Жестокие игры» (выходила до 15 мая)[4].
- 28 февраля —  Премьера программы «С новым домом!» на телеканале «Россия-1».

### Март
- 1 марта —
  - Начат новый этап в перепрофилировании спортивного телеканала «7ТВ», который начал реконструкцию и сменил название на «Семёрку»[5].
  - Телеканал «Юмор ТВ» сменил название на «Юмор Box».
- 2 марта — Начало вещания украинского спортивного телеканала «Футбол 2».
- 7 марта — Смена оформления и логотипа телеканала «К1».
- 14 марта — Телеканал «НТВ-Плюс Спорт Классика» прекратил вещание в связи с запуском нового канала «НТВ-Плюс Футбол 2»[6].
- 15 марта — Телеканал «ТНТ» сменил логотип. Теперь он стал точно таким же, как в заставках.
- 21 марта — Телеканал «ТВ-3» сменил слоган на «Настоящий ОПТИмистический»[7].
- 27 марта — 
  - Запуск телеканала «Театр».
  - Ребрендинг польского телеканала «TVR» в «TVT».
  - Телеканал «КВН ТВ» не начал вещание. Александр Масляков (ст.) официально опроверг эту информацию[8].

### Апрель
- 1 апреля — Начало вещания телеканала «Love Story»[9].
- 2 апреля — Новый телеканал о науке «Наука 2.0», запустил полноценное вещание[10].
- 4 апреля — 
  - Начало вещания телеканала «Спорт 2»[11].
  - Премьера ток-шоу «Прямой эфир» на телеканале «Россия-1».
- 11 апреля — Премьера двух телесериалов «Закрытая школа» и «Зайцев+1» на «СТС» и «ТНТ».
- 15 апреля — Телеканал «ТВ-3» провёл ребрендинг[12].

### Май
- 11 мая — Начало вещания ежедневного круглосуточного телеканала города Шадринска «Шадр-Инфо», основой которого являются информационные выпуски, развлекательные и тематические рубрики, рассчитанные на широкий круг зрителей.
- 13 мая — Телеканал «Россия-1» отмечал свой юбилей — 20 лет в эфире.
- 16 мая — Смена логотипа и графического оформления фильмовых телеканалов «НТВ-Плюс»

### Июнь
- 1 июня —
  - «Первый канал» стал одним из первых российских телеканалов, который сменил формат вещания 4:3 на 16:9.[13]
  - Самарская телекомпания «РИО» прекратила существование в связи с продажей контрольного пакета акций общества компании «СТС Медиа», запустившего на частотах «РИО» телеканал «ДТВ».
- 6 июня —
  - Смена предыдущего логотипа «МУЗ-ТВ» на зеркальный, а его оформление сменилось ещё 28 марта
  - Смена логотипа российского музыкального молодёжного телеканала «О2ТВ». Теперь логотип находится в правом верхнем углу экрана.
- 15 июня — Запуск телеканала «Русский север» для жителей Вологды и Вологодского района.[14]
- 23 июня — Начал вещание документальный телеканал «Russia Today Documentary» на двух языках — английском и русском.
- 30 июня — Прекращение вещания словацкого спортивного телеканала «Trojka» из-за банкротства.

### Июль
- 1 июля — 
  - Начало вещания итальянского телеканала «Premium Sinema Comedy».
  - Телеканал «Россия-24» отмечал свой юбилей — 5 лет в эфире.
- 14 июля — Телеканал «СТС» вновь видоизменил логотип до версии 2007—2012 годов, которая использовалась только в заставках, он простоял с 5:30 до 14:20 приблизительно, затем в эфир вернулся прежний логотип (2005—2012).
- 31 июля — Прекращение вещания частного македонского телеканала «А1» из-за долгов и банкротства.

### Август
- 5 августа — Начало вещания рубцовского регионального телеканала «Рубцовск ТВ».
- 13 августа — Завершение реконструкции на «Семёрке» и смена логотипа.
- 15 августа —
  - Смена логотипа российского «РЕН ТВ», новый логотип был очень похож на предыдущий[15], заодно появился слоган «Ты с друзьями».
  - Смена логотипа российского «ТВ-3»[16].
  - Телеканал «Nick Jr.» начал вещание на территории Украины.
- 20 августа — Телеканал «RAP.RU» запустил ночной эфир на частоте «Первого Игрового».
- 24 августа — Телеканал «Euronews» начал вещание на украинском языке[17].

### Сентябрь
- 3 сентября — Телеканал «RAP.RU» полностью стал хозяином частоты канала «Первый Игровой». Последний, в свою очередь, прекратил вещание[18].
- 5 сентября —
  - Телеканал «Столица» прекратил вещание в связи с запуском канала «Москва 24»[19][20];
  - Смена логотипа и графического оформления российского телеканала «РБК»;
  - Телесериал «След» переехал с «Первого канала» на «Пятый канал».
  - Телеканал «2+2» сменил логотип и оформление.
  - Смена логотипа и графического оформления российского познавательного телеканала «Мать и дитя».
- 6 сентября — 
  - Первый выпуск украинской программы «Дорогая, мы убиваем детей».
  - Телеканал «Интер» сменил логотип и оформление.
- 9 сентября — Смена оформления и логотипа телеканала «НТН» (Украина).
- 12 сентября — Смена оформления и логотипа телеканала «К1».
- 19 сентября — Телесериал «Детективы» переехал с «Первого канала» на «Пятый канал».
- 21 сентября — Начало вещания международного новостного телеканала «Jewish News One».
- 23 сентября — Запуск информационного телеканала «Коммерсантъ ТВ»[21].
- 26 сентября — Казахстанский телеканал «Мәдениет» начал своё вещание[22].
- 28 сентября — Телеканал «Наука 2.0» сменил логотип

### Октябрь
- 1 октября — 
  - Запуск туркменского государственного телеканала «Ашхабад»[23];
  - Начало вещания орловского телеканала «Первый областной» с сетевым партнёром «РБК».
- 4 октября — Начало вещания российской версии телеканала «Nickelodeon» в формате высокой четкости (HD).
- 9 октября — «НТК» и «НТК Орбита» сменили названия и логотип на «Девятый канал» и «Девятый канал Орбита» соответственно.
- 10 октября — Закрытый в Красноярске в 2010 году телеканал «Афонтово» перезапущен под названием «Афонтово-новости», вместо телеканала «ОРТВ»[24].
- 11 октября — Телерадиокомпания «СургутИнформ-ТВ» запустила свой первый круглосуточный городской телеканал «С1».
- 14 октября —
  - На «ДТВ» вышел последний выпуск программы «Брачное чтиво»;
  - Болгарский телеканал «Alfa TV» начал круглосуточное вещание.
- 15 октября — Переход российского музыкального молодёжного телеканала «Музыка Первого» на формат вещания 16:9.
- 17 октября — Телеканал «ДТВ» сменил название и логотип на «Перец»[25].
- 20 октября — Телеканал «A-One» провёл ребрендинг и сменил музыкальный формат на хип-хоп, рэп и R’n’B[26].
- 23 октября — На телеканале «Перец» вышел первый выпуск интернет-шоу «+100500»[27].
- 27 октября — «Канал Disney» начал эфирное вещание на частотах телеканала «Семёрка».[28]
- 31 октября — Начало вещания телеканала «СТС Балтия» — специальной адаптированной версии «СТС International» для Прибалтийских стран.

### Ноябрь
- 1 ноября — Телеканал «ТВ Бульвар» прекратил вещание и заменён телеканалом «STV».
- 11 ноября — «Елецкое телевидение» сменило сетевого партнёра с «MTV Россия» на телеканал «Домашний».
- 15 ноября — Начало вещания телеканала «Nick Jr.» на территории России, а также на территории Эстонии, Литвы, Латвии, Украины и Беларуси началась эфирная версия телеканала.
- 30 ноября — Переход на цифровое телевидение в Бельгии.

### Декабрь
- 1 декабря 
  - Прекращение вещания двух телеканалов «TVCAM»[29] и «MAN TV»;
  - Смена логотипа телеканала «Тонис» и его переход на формат на 16.9 сверхвысокой четкости в HD.
- 2 декабря — Начало вещания телеканала «Бойцовский клуб»[30].
- 5 декабря — Прекращение вещания телеканала «Mini Movie»[31].
- 21 декабря —
  - Прекращение вещания телеканала «PROPOKER»[32];
  - Приостановка вещания телеканала «Love Story», его вещание возобновилось 11 июля 2012 года[33].
- 22 декабря — Дмитрий Медведев предложил создать общественное телевидение в России.[34]
- 28 декабря — На «НТВ» вышел последний выпуск программы «Внимание, розыск!».
- 31 декабря —
  - Телеканал «Семёрка» в 12:00 прекратил вещание и заменён российским «Каналом Disney», а также его прекращение вещания на территории СНГ[35];
  - На ТНТ была проведена первая премия «Звезда ТНТ» в рамках шоу «Comedy Club», которая в конце закончилась дракой.

### Без точных дат
- Болгарский телеканал «Alfa TV» начал вещание.
- Начало вещания общеевропейского музыкального телеканала «Dance Trippin TV».
- Начало вещания видео-канала «Торф ТВ».
- Смена оформления хабаровского телеканала «Первое краевое телевидение».